# Alcantara (paquebot de 1926)
Pour les articles homonymes, voir Alcantara.
L'Alcantara (deuxième du nom) était un paquebot de la Royal Mail Steam Packet Company, une compagnie britannique assurant la liaison maritime entre l'Angleterre et l'Amérique du Sud. Jumeau de l’Asturias, il assura entre 1927 et 1939 puis entre 1948 et 1958, la liaison entre Southampton et la côte est de l'Amérique du Sud.

## Histoire

### Construction
Le paquebot fut commandé par la Royal Mail Lines pour remplacer son prédécesseur du même nom, l'Alcantara, coulé pendant la Première Guerre mondiale en mer du Nord par un croiseur allemand, en 1916. Construit par les chantiers nord-irlandais Harland and Wolff de Belfast (comme le Titanic), il fut lancé le 26 septembre 1926 et entra en service en 1927. Son voyage inaugural eut lieu le 4 mars 1927.

### Restructuration de 1934
En 1934, une restructuration le dota d'une propulsion plus puissante, augmentant sa vitesse de 16 à 18 nœuds. Une cheminée fut enlevée et la restructuration intérieure porta le tonnage à 22 209 tonnes pour un aménagement pouvant accueillir 330 passagers de 1re classe, 220 de 2e classe et 768 de 3e classe. Ses deux cheminées furent rehaussées et sa taille allongée de 36 pieds (10,9 m). Il reprit le service le 4 mai 1935 sur la même ligne commerciale.

### Ligne maritime

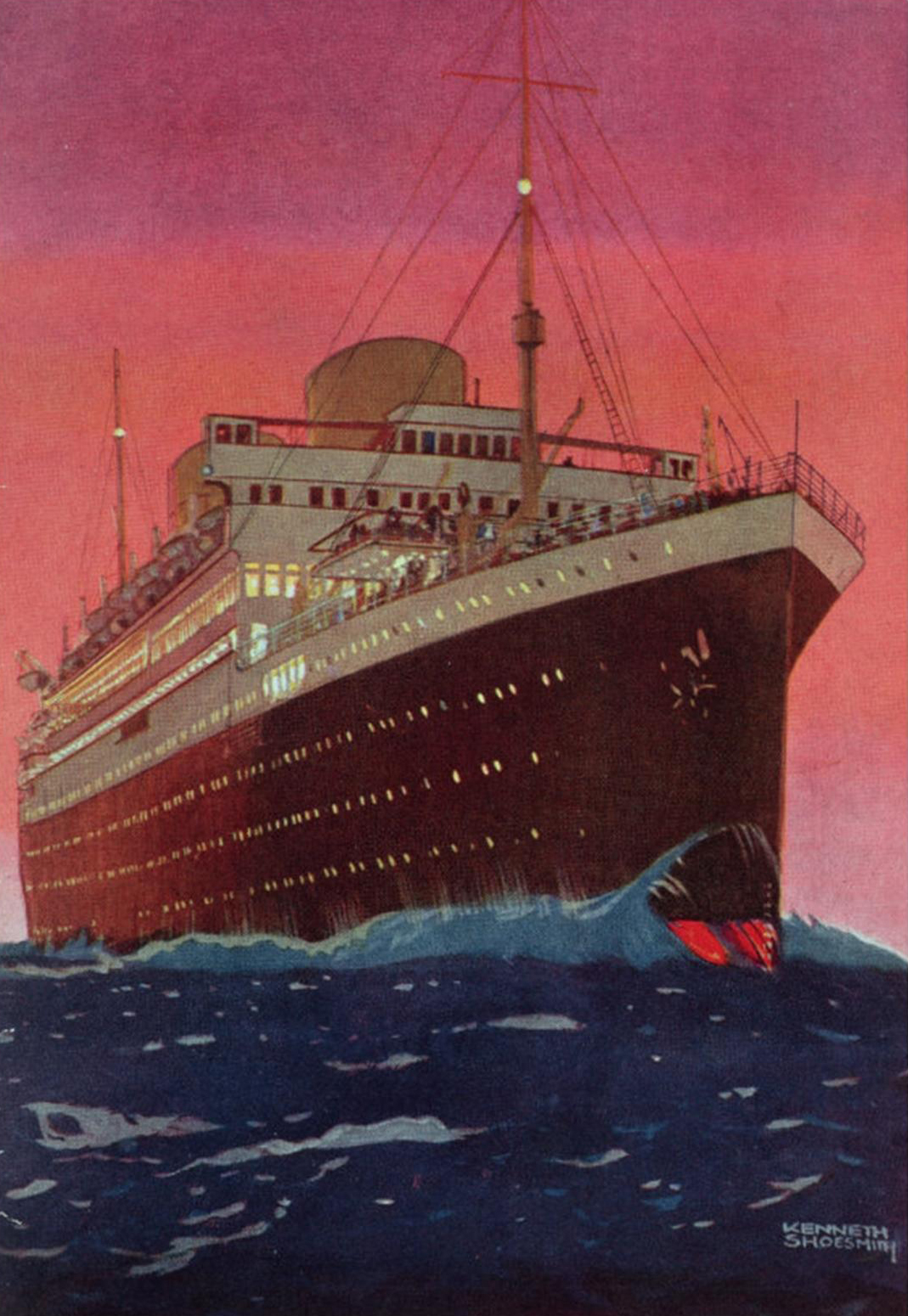
L’Alcantara en mer d'après Kenneth Shoesmith

Il assurait de 1927 à 1934, puis de 1935 à 1939 et enfin de 1948 à 1958 la liaison dans l'Océan Atlantique sud entre Southampton et l'Amérique du Sud, via Cherbourg (France), Vigo en Espagne, Lisbonne au Portugal, Madère, Las Palmas aux Canaries, Recife, Salvador de Bahia, Rio de Janeiro, Santos au Brésil, Montevideo en Uruguay et Buenos Aires en Argentine.

### Seconde Guerre Mondiale

#### Reconversion en croiseur marchand
Durant la Seconde Guerre mondiale, l’Alcantara fut, comme la plupart des paquebots, converti en navire de guerre, comme croiseur auxiliaire marchand, dès 1939 afin de contrer la menace des croiseurs allemands dans l'Océan atlantique et protéger les transports de troupes. Les travaux de conversion éliminèrent une de ses deux cheminées (factice) et il fut doté de 6 canons de 150 mm, un armement léger. Il fut envoyé à Malte pour d'autres travaux mais entra en collision en route avec le Franconia, un navire de la compagnie britannique Cunard Line. Il atteignit Alexandrie en Égypte pour réparer les dégâts causés par la collision. C'est à partir du mois de décembre 1939 qu'il commença sa mission de surveillance et de patrouille dans l'Océan Atlantique sud.

#### Le combat contre leThor
Le 28 juillet 1940 en Atlantique sud, au large du Brésil, il rencontra le croiseur allemand Thor, ancien cargo reconverti en croiseur, spécialiste de la chasse aux navires marchands. Après 3 heures de poursuite, le Thor, réalisant qu'il était moins rapide, fit face et engagea le combat. Il réussit à toucher l’Alcantara à trois reprises grâce à la portée de ses canons. Un obus atteint le navire au niveau de la ligne de flottaison ce qui inonda en partie sa salle des machines. Il dut alors réduire sa vitesse, ce qui ne lui permettait plus de poursuivre le Thor qui parvint à s'échapper dans un rideau de fumée ; il parvint toutefois à le toucher à deux reprises, ce qui endommagea le croiseur allemand et tua 3 membres d'équipage.
Il fit escale à Rio de Janeiro pour réparer les dégâts et fut envoyé en novembre à Liverpool pour de plus amples réparations. Il y fut doté d'un armement plus complet avant de repartir en patrouille dans l'Atlantique Sud.
À partir de 1943, il assura, comme de nombreux paquebots, le transport de troupes pour le Royaume-Uni jusqu'à la fin de la guerre. Il convoya notamment des troupes britanniques en mer Méditerranée, au Canada (Halifax) et en Orient (Inde, Sri Lanka, Singapour).

### Fin de carrière
Après la fin des hostilités, il fut reconverti en paquebot après que de nouveaux travaux avaient fait passer sa capacité à 220 passagers de 1re classe, 185 en cabines et 462 en classe touriste. Il fut remis en service le 8 octobre 1948 sur la même ligne, entre Southampton et Buenos Aires, qu'il desservit pendant dix nouvelles années.
Vendu en 1958 à des chantiers navals japonais, il quitta Southampton le 17 avril 1958 pour son dernier voyage après en avoir effectué 172 entre l'Angleterre et l'Argentine. Rebaptisé Kaisho Maru, il arriva le 30 septembre 1958 à Osaka où il fut démantelé la même année.

### Sources
- William H. Miller, Pictorial Encyclopedia of Ocean Liners (1860-1994), New York, Dover publications, 1995
- (en) « La fiche de l’Alcantara sur The Ship List »
- (en) « La carrière du HMS Alcantara durant la Seconde Guerre mondiale »
- (en) « Nombreuses photographies de l'’'Alcantara »
- (en) « Image de l’Alcantara durant la 2e guerre mondiale »
- (en) « L’Alcantara en 1946 »